# Каїрська сільська рада (Горностаївський район)
Каї́рська сільська́ ра́да — адміністративно-територіальна одиниця та орган місцевого самоврядування в Горностаївському районі Херсонської області. Адміністративний центр — село Каїри.

## Загальні відомості
Каїрська сільська рада утворена в 1943 році.
- Територія ради: 147 км²
- Населення ради: 3 508 осіб (станом на 2001 рік)
- Водоймища на території, підпорядкованій даній раді: Каховське водосховище

## Населені пункти
Сільській раді були підпорядковані населені пункти:
- с. Каїри

## Склад ради
Рада складалася з 20 депутатів та голови.
- Голова ради: Тарасенко Анатолій Іванович
- Секретар ради: Заболонкова Галина Олександрівна

### Керівний склад попередніх скликань
| Прізвище, ім'я, по батькові | Основні відомості                                                                                                | Дата обрання | Дата звільнення |
| --------------------------- | --- | ------------ | --------------- |
| Тарасенко Анатолій Іванович | Сільський голова, 1968 року народження, освіта середня спеціальна, член Всеукраїнського об'єднання «Батьківщина» | 26.03.2006   | 31.10.2010      |
| Тарасенко Анатолій Іванович | Сільський голова, 1968 року народження, освіта середня спеціальна, член Всеукраїнського об'єднання «Батьківщина» | 31.10.2010   |                 |

Примітка: таблиця складена за даними сайту Верховної Ради України

### Депутати
За результатами місцевих виборів 2010 року депутатами ради стали:

#### За суб'єктами висування
| Суб'єкт висування           | Кількість обраних депутатів | %  |
| --------------------------- | --------------------------- | -- |
| Партія регіонів             | 9                           | 45 |
| Самовисування               | 5                           | 25 |
| Партія «Демократичний Союз» | 4                           | 20 |
| Комуністична партія України | 2                           | 10 |

#### За округами
| № округу                    | Прізвище, ім'я, по батькові      | Дата визнання обраним | Освіта             | Партійна приналежність                                | Відомості про обраного депутата                                                                |
| --------------------------- | -------------------------------- | --------------------- | ------------------ | ----------------------------------------------------- | ---------------------------------------------------------------------------------------------- |
| Комуністична партія України |                                  |                       |                    |                                                       |                                                                                                |
| 12                          | Гончаров Анатолій Петрович       | 01.11.2010            | середня            | позапартійний                                         | пенсіонер                                                                                      |
| 16                          | Бикова Валентина Володимирівна   | 01.11.2010            | вища               | позапартійна                                          | Каїрський будинок-інтернат, молодша медична сестра                                             |
| Партія «Демократичний Союз» |                                  |                       |                    |                                                       |                                                                                                |
| 2                           | Посунько Анатолій Семенович      | 01.11.2010            | вища               | позапартійний                                         | Каїрська загальноосвітня школа, вчитель                                                        |
| 10                          | Павленко Анатолій Павлович       | 01.11.2010            | середня            | позапартійний                                         | фізична особа-підприємець                                                                      |
| 15                          | Бережний Анатолій Митрофанович   | 01.11.2010            | середня            | позапартійний                                         | тимчасово не працює                                                                            |
| 17                          | Стороженко Зоя Федорівна         | 01.11.2010            | середня спеціальна | позапартійна                                          | тимчасово не працює                                                                            |
| Партія регіонів             |                                  |                       |                    |                                                       |                                                                                                |
| 3                           | Омеляненко Геннадій Дмитрович    | 01.11.2010            | середня            | член Партії регіонів                                  | ТОВ ТД «Україна», охоронець                                                                    |
| 4                           | Асмолков Олег Ігоревич           | 01.11.2010            | вища               | член Партії регіонів                                  | будинок-інтернат, директор                                                                     |
| 5                           | Заболонкова Галина Олександрівна | 01.11.2010            | середня спеціальна | позапартійна                                          | Каїрська сільська рада, секретар                                                               |
| 6                           | Пишний Віталій Миколайович       | 01.11.2010            | вища               | член Партії регіонів                                  | Фермерське господарство «Таїсія», голова                                                       |
| 8                           | Охтаненко Олександр Петрович     | 01.11.2010            | вища               | член Партії регіонів                                  | Фермерське господарство «Юлія», голова                                                         |
| 11                          | Гончаров Сергій Анатолійович     | 01.11.2010            | середня            | член Партії регіонів                                  | тимчасово не працює                                                                            |
| 14                          | Юсупова Марія Іванівна           | 01.11.2010            | середня спеціальна | член Партії регіонів                                  | Фермерське господарство «Таїсія», бухгалтер                                                    |
| 18                          | Афанасьєва Валентина Іванівна    | 01.11.2010            | середня            | член Партії регіонів                                  | тимчасово не працює                                                                            |
| 19                          | Барановська Тетяна Яківна        | 01.11.2010            | середня            | член Партії регіонів                                  | Каїрська загальноосвітня школа, секретар                                                       |
| Самовисування               |                                  |                       |                    |                                                       |                                                                                                |
| 1                           | Івченко Марина Анатоліївна       | 01.11.2010            | вища               | член Соціал-демократичної партії України (об'єднаної) | БГПОСН «Промінь», головний бухгалтер                                                           |
| 7                           | Соломонова Марія Дмитрівна       | 01.11.2010            | середня            | член Політичної партії «Наша Україна»                 | Каїрська сільська рада, заступник голови сільської ради з питань діяльності виконавчого органу |
| 9                           | Новак Надія Григорівна           | 01.11.2010            | середня спеціальна | позапартійна                                          | Ясла-садок «Колосок», завідувач                                                                |
| 13                          | Свириденко Юрій Михайлович       | 01.11.2010            | середня            | позапартійний                                         | фізична особа-підприємець                                                                      |
| 20                          | Васильєв Михайло Олександрович   | 01.11.2010            | середня            | позапартійний                                         | Каїрська сімейна амбулаторія, охоронець                                                        |

## Населення
Згідно з переписом УРСР 1989 року чисельність наявного населення сільської ради становила 3529 осіб, з яких 1879 чоловіків та 1650 жінок.
За переписом населення України 2001 року в сільській раді мешкали 3494 особи.

### Мова
Розподіл населення за рідною мовою за даними перепису 2001 року:
| Мова       | Відсоток |
| ---------- | -------- |
| українська | 94,78 %  |
| російська  | 4,82 %   |
| молдовська | 0,09 %   |
| вірменська | 0,06 %   |
| інші       | 0,25 %   |